# Montreux Volley Masters de 2015
O Montreux Volley Masters de 2015 foi  a trigésima edição deste torneio, novamente realizado no Pierrier Sports Hall, na cidade de Montreux,Suíça, entre o período de 26 a 31 de maio de 2015, contou com a participação de oito seleções, e o título foi conquistado pela Seleção Turca, representando um feito inédito por parte desta representação ao derrotar a Seleção Japonesa na final, e a jogadora Yuki Ishii, da seleção vice-campeã, foi eleita a MVP da competição e a medalha de bronze foi alcançada pela Seleção Neerlandesa.

## Seleções participantes
| - Alemanha (Último Campeão) - China - Itália - Japão | - Países Baixos - República Dominicana - Rússia - Turquia |

## Grupo A
|     |                      |     | Jogos | Jogos | Jogos | Resultados | Resultados | Resultados | Resultados | Resultados | Resultados | Sets | Sets | Sets  | Pontos | Pontos | Pontos |
| Pos | Equipe               | Pts | T     | V     | D     | 3–0        | 3–1        | 3–2        | 2–3        | 1–3        | 0–3        | V    | P    | R     | V      | P      | R      |
| --- | -------------------- | --- | ----- | ----- | ----- | ---------- | ---------- | ---------- | ---------- | ---------- | ---------- | ---- | ---- | ----- | ------ | ------ | ------ |
| 1   | Países Baixos        | 9   | 3     | 3     | 0     | 2          | 1          | 0          | 0          | 0          | 0          | 9    | 1    | 9,000 | 254    | 213    | 1.192  |
| 2   | Rússia               | 6   | 3     | 2     | 1     | 1          | 1          | 0          | 0          | 1          | 0          | 7    | 4    | 1.750 | 252    | 255    | 0.988  |
| 3   | China                | 3   | 3     | 1     | 2     | 0          | 1          | 0          | 0          | 0          | 2          | 3    | 7    | 0.429 | 254    | 258    | 0.984  |
| 4   | República Dominicana | 0   | 3     | 0     | 3     | 0          | 0          | 0          | 0          | 1          | 2          | 1    | 9    | 0.111 | 212    | 246    | 0.862  |

| Data    | Hora  |                      | Placar |                      | Set 1 | Set 2 | Set 3 | Set 4 | Set 5 | Total | Relatório |
| ------- | ----- | -------------------- | ------ | -------------------- | ----- | ----- | ----- | ----- | ----- | ----- | --------- |
| 26 maio | 16:30 | 'China '             | 3–1    | República Dominicana | 25–20 | 20–25 | 25–20 | 25–20 |       | 95–85 | 95–85     |
| 27 maio | 16:30 | China                | 0–3    | ' Países Baixos'     | 18–25 | 24–26 | 27–29 |       |       | 69–80 | 69–80     |
| 27 maio | 21:00 | República Dominicana | 0–3    | ' Rússia'            | 23–25 | 21–25 | 23–25 |       |       | 67–75 | 67–75     |
| 28 maio | 18:30 | 'Países Baixos '     | 3–1    | Rússia               | 25–20 | 23–25 | 25–17 | 25–22 |       | 98–84 | 98–84     |
| 29 maio | 16:30 | República Dominicana | 0–3    | ' Países Baixos'     | 14–25 | 24–26 | 22–25 |       |       | 60–76 | 60–76     |
| 29 maio | 21:00 | 'Rússia '            | 3–1    | China                | 18–25 | 25–23 | 25–19 | 25–23 |       | 93–90 | 93–90     |

## Grupo B
|     |          |     | Jogos | Jogos | Jogos | Resultados | Resultados | Resultados | Resultados | Resultados | Resultados | Sets | Sets | Sets  | Pontos | Pontos | Pontos |
| Pos | Equipe   | Pts | T     | V     | D     | 3–0        | 3–1        | 3–2        | 2–3        | 1–3        | 0–3        | V    | P    | R     | V      | P      | R      |
| --- | -------- | --- | ----- | ----- | ----- | ---------- | ---------- | ---------- | ---------- | ---------- | ---------- | ---- | ---- | ----- | ------ | ------ | ------ |
| 1   | Japão    | 9   | 3     | 3     | 0     | 2          | 1          | 0          | 0          | 0          | 0          | 9    | 1    | 9,000 | 255    | 203    | 1.256  |
| 2   | Turquia  | 6   | 3     | 2     | 1     | 1          | 1          | 0          | 0          | 0          | 1          | 6    | 4    | 1.500 | 231    | 218    | 1.060  |
| 3   | Alemanha | 3   | 3     | 1     | 2     | 0          | 1          | 0          | 0          | 2          | 0          | 5    | 7    | 0.714 | 261    | 276    | 0.946  |
| 4   | Itália   | 0   | 3     | 0     | 3     | 0          | 0          | 0          | 0          | 1          | 2          | 1    | 9    | 0.111 | 202    | 252    | 0.802  |

| Data    | Hora  |            | Placar |             | Set 1 | Set 2 | Set 3 | Set 4 | Set 5 | Total  | Relatório |
| ------- | ----- | ---------- | ------ | ----------- | ----- | ----- | ----- | ----- | ----- | ------ | --------- |
| 26 maio | 19:10 | Itália     | 1–3    | ' Alemanha' | 20–25 | 15–25 | 25–21 | 23–25 |       | 83–96  | 83–96     |
| 26 maio | 21:40 | 'Japão '   | 3–0    | Turquia     | 25–19 | 26–24 | 25–18 |       |       | 76–61  | 76–61     |
| 27 maio | 18:30 | 'Turquia ' | 3–1    | Alemanha    | 17–25 | 25–22 | 25–16 | 25–14 |       | 92–77  | 92–77     |
| 28 maio | 16:30 | Alemanha   | 1–3    | ' Japão'    | 27–25 | 17–25 | 20–25 | 24–26 |       | 88–101 | 88–101    |
| 28 maio | 21:00 | Itália     | 0–3    | ' Turquia'  | 17–25 | 26–28 | 22–25 |       |       | 65–78  | 65–78     |
| 29 maio | 18:30 | 'Japão '   | 3–0    | Itália      | 25–12 | 28–26 | 25–16 |       |       | 78–54  | 78–54     |

## Decisão do 5º e 7º Lugar
Resultados
| Data   | Hora  |             | Placar |                      | Set 1 | Set 2 | Set 3 | Set 4 | Set 5 | Total  | Relatório |
| ------ | ----- | ----------- | ------ | -------------------- | ----- | ----- | ----- | ----- | ----- | ------ | --------- |
| 30 May | 14:00 | 'Alemanha ' | 3–1    | República Dominicana | 25–19 | 27–29 | 26–24 | 28–26 |       | 106–98 | 106–98    |
| 30 May | 21:00 | China       | 1–3    | ' Itália'            | 25–27 | 21–25 | 25–15 | 16–25 |       | 87–92  | 87–92     |

## Finais
|  | Semifinais                                         | Semifinais                                         |   |                                                    | Final                                              | Final |  |
|  |                                                    |                                                    |   |                                                    |                                                    |       |  |
|  | 30 de Maio de 2015 - Pierrier Sports Hall-Montreux |                                                    |   |                                                    |                                                    |       |  |
|  | Países Baixos                                      | 2                                                  |   |                                                    |                                                    |       |  |
|  | Turquia                                            | 3                                                  |   |                                                    |                                                    |       |  |
|  |                                                    |                                                    |   |                                                    |                                                    |       |  |
|  |                                                    |                                                    |   |                                                    | 31 de Maio de 2015 - Pierrier Sports Hall-Montreux |       |  |
|  |                                                    |                                                    |   |                                                    | Turquia                                            | 3     |  |
|  |                                                    | Japão                                              | 2 |                                                    |                                                    |       |  |
|  |                                                    |                                                    |   |                                                    |                                                    |       |  |
|  |                                                    |                                                    |   |                                                    |                                                    |       |  |
|  |                                                    |                                                    |   |                                                    | 3° lugar                                           |       |  |
|  | 30 de Maio de 2015 - Pierrier Sports Hall-Montreux | 30 de Maio de 2015 - Pierrier Sports Hall-Montreux |   | 31 de Maio de 2015 - Pierrier Sports Hall-Montreux | 31 de Maio de 2015 - Pierrier Sports Hall-Montreux |       |  |
|  | Japão                                              | 3                                                  |   | Países Baixos                                      | 3                                                  |       |  |
|  | Rússia                                             | 0                                                  |   |                                                    | Rússia                                             | 0     |  |

### Semifinal
Resultados
| Data    | Hora  |               | Placar |            | Set 1 | Set 2 | Set 3 | Set 4 | Set 5 | Total   | Relatório |
| ------- | ----- | ------------- | ------ | ---------- | ----- | ----- | ----- | ----- | ----- | ------- | --------- |
| 30 maio | 16:30 | Países Baixos | 2–3    | ' Turquia' | 27–29 | 25–23 | 13–25 | 25–17 | 13–15 | 103–109 | 103–109   |
| 30 maio | 19:00 | 'Japão '      | 3–0    | Rússia     | 25–23 | 25–22 | 25–13 |       |       | 75–58   | 75–58     |

### Disputa do 3º lugar
Resultado
| Data    | Hora  |                  | Placar |        | Set 1 | Set 2 | Set 3 | Set 4 | Set 5 | Total | Relatório |
| ------- | ----- | ---------------- | ------ | ------ | ----- | ----- | ----- | ----- | ----- | ----- | --------- |
| 31 maio | 13:30 | 'Países Baixos ' | 3–0    | Rússia | 25–21 | 25–21 | 25–21 |       |       | 75–63 | 75–63     |

### Final
Resultado
| Data   | Hora  |            | Placar |       | Set 1 | Set 2 | Set 3 | Set 4 | Set 5 | Total   | Relatório |
| ------ | ----- | ---------- | ------ | ----- | ----- | ----- | ----- | ----- | ----- | ------- | --------- |
| 31 May | 16:00 | 'Turquia ' | 3–2    | Japão | 22–25 | 19–25 | 25–19 | 25–23 | 15–10 | 106–102 | 106–102   |